# La isla del infierno
La isla del Infierno, es una producción cinematográfica, ópera prima del director canario Javier Caldas estrenada en el año 1999

## Trama
La película narra la historia de un esclavo canario, que ha pasado sus últimos 20 años de cautiverio en la Península, intenta volver a su isla como polizón en un barco que va a una extraña expedición en las Islas del Cabo Verde, pero un imprevisto les conducirá hasta la Isla del Infierno. Música: Raúl Capote

## Obra cinematográficas de interés
- La isla del infierno, Javier Caldas, 1999.
- Mararía, Antonio José Betancor 1998.
- Guarapo, Teodoro y Santiago Ríos, 1988.
- Mambí, Teodoro y Santiago Ríos, 1998.
- El vuelo del Guirre, Teodoro y Santiago Ríos, 2007.
- Hiroku Defensores de Gaia, Manuel González Mauricio, 2013.

- Datos: Q5967073